# Bahnhof Wegeleben
Der Bahnhof Wegeleben ist der Bahnhof der östlich von Halberstadt gelegenen Stadt Wegeleben und befindet sich am südwestlichen Ortsrand. Es ist ein Trennungsbahnhof an den Hauptstrecken Halle–Vienenburg und Magdeburg–Thale, die zwischen Halberstadt und Wegeleben gemeinsam verlaufen.

## Geschichte
Den Bahnanschluss erlangte Wegeleben über die von Halberstadt nach Thale gebaute Strecke 1862. Der Bahnhof wurde weit außerhalb der Stadt gebaut, die damals noch am Quedlinburger Tor endete. Er war nur über einen unbefestigten Feldweg erreichbar. Im Jahre 1866 kam die Strecke nach Aschersleben in Richtung Halle hinzu, somit wurde Wegeleben Trennungsbahnhof und gewann Bedeutung. Die 1873–1874 errichtete Zuckerfabrik Wegeleben erhielt später einen eigenen Gleisanschluss.

## Anlagen
Der Bahnhof verfügt über zwei Bahnsteiggleise, zwischen denen ein Inselbahnsteig mit einer Länge von 140 m und einer Höhe von 760 mm über Schienenoberkante errichtet wurde. Dieser Bahnsteig ist durch eine Unterführung mit Rampen barrierefrei von der Ostseite zu erreichen, während die Bahnsteige vorher vom Empfangsgebäude auf der Westseite über einen nicht barrierefreien Fußgängertunnel angebunden waren. Damit liegt der Zugang nun auf der dem Ort zugewandten Seite der Bahnstrecke. Neben den Bahnsteiggleisen gibt es östlich ein Umfahrungsgleis, in der Relation Aschersleben–Halberstadt. Alle übrigen Gleise wurden zurückgebaut. Die Strecke Halle–Vienenburg ist in Richtung Halberstadt zweigleisig ausgebaut. In Richtung Aschersleben ist sie wie die Strecke nach Thale nur eingleisig.
Der Bahnhof verfügte früher über ein südwestlich der Gleisanlagen gelegenes Empfangsgebäude von 1905, sowie über vier Bahnsteiggleise und zwei Stellwerke. Aufgrund sinkender Fahrgastzahlen nach der Wiedervereinigung wurde zunächst das Empfangsgebäude geschlossen und verkauft. Eine Sanierung steht 2022 noch aus. Im Jahr 2007 wurde der Bahnhof umgebaut, der östliche Bahnsteig abgebrochen und der neue Bahnsteigzugang errichtet. Nördlich des Empfangsgebäudes stehen ein Güterschuppen und weitere Gebäude, die aber 2023 alle in desolatem Zustand sind.

## Verkehrsanbindung
Es halten Züge von Regionalverkehre Start Deutschland in Wegeleben. Eingesetzt werden seit 9. Dezember 2018 nur noch Dieseltriebwagen der Baureihe 1648. In den Jahren zuvor fuhren auch Dieseltriebwagen der Baureihen 640 und 642. Seit 2005 besteht darüber hinaus eine umsteigefreie Verbindung am Wochenende aus/in Richtung Potsdam und Berlin.
| Linie                    | Linienverlauf                                                            | Takt (min)    |
| ------------------------ | ------------------------------------------------------------------------ | ------------- |
| HBX                      | Berlin – Potsdam – Magdeburg – Halberstadt – Wegeleben – Thale           | 0Fr–So        |
| RE 4                     | Goslar – Vienenburg – Wernigerode – Wegeleben – Aschersleben – Halle     | einzelne Züge |
| RE 11                    | Magdeburg – Oschersleben – Halberstadt – Wegeleben – Quedlinburg – Thale | 060           |
| RE 24                    | Halberstadt – Wegeleben – Gatersleben – Aschersleben – Könnern – Halle   | einzelne Züge |
| RB 44                    | Halberstadt – Wegeleben – Gatersleben – Frose – Aschersleben             | einzelne Züge |
| Stand: 15. Dezember 2024 |                                                                          |               |